# Rurtal Trio

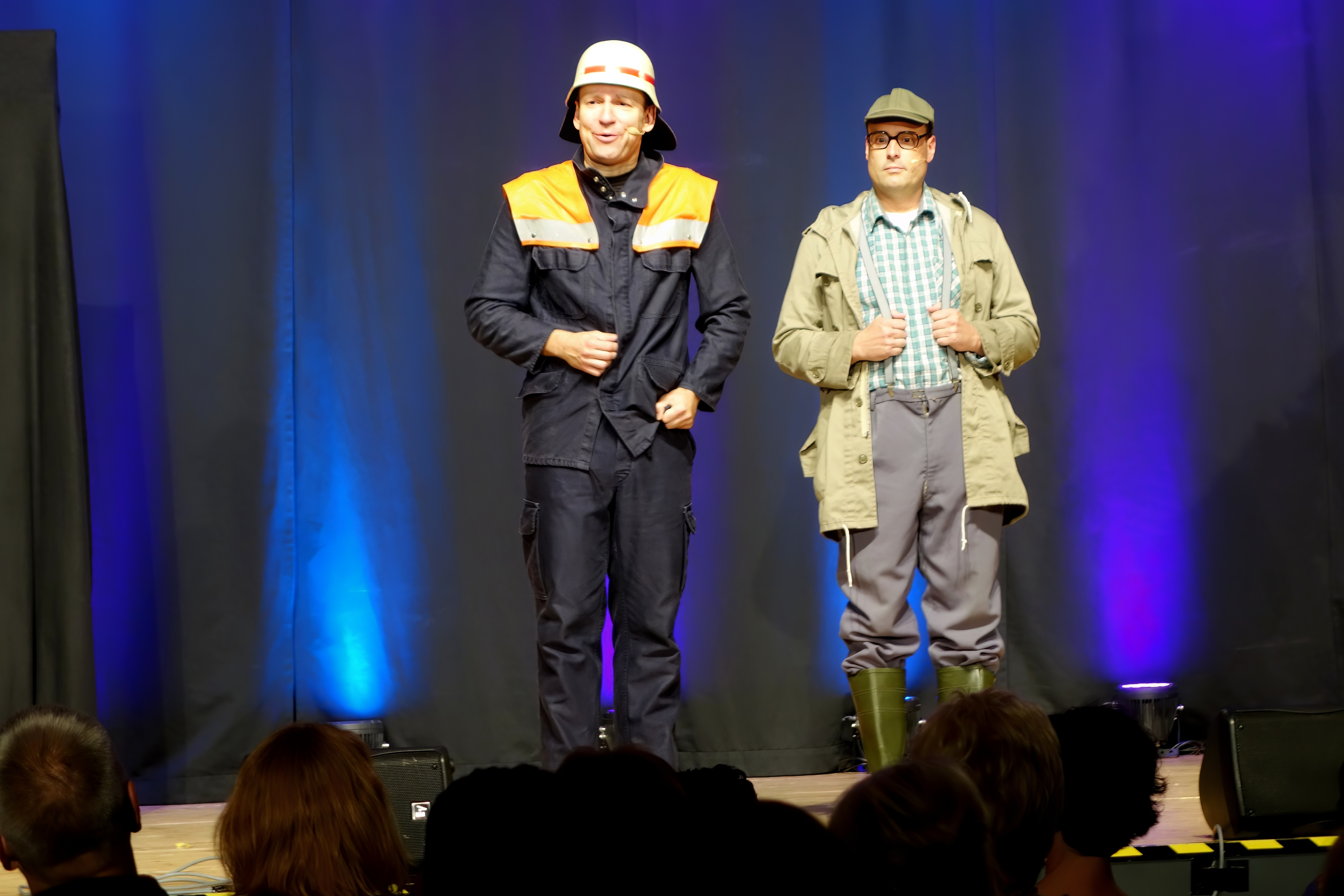
2016: Löschmeister Josef Jackels und Landwirt Hastenraths Will

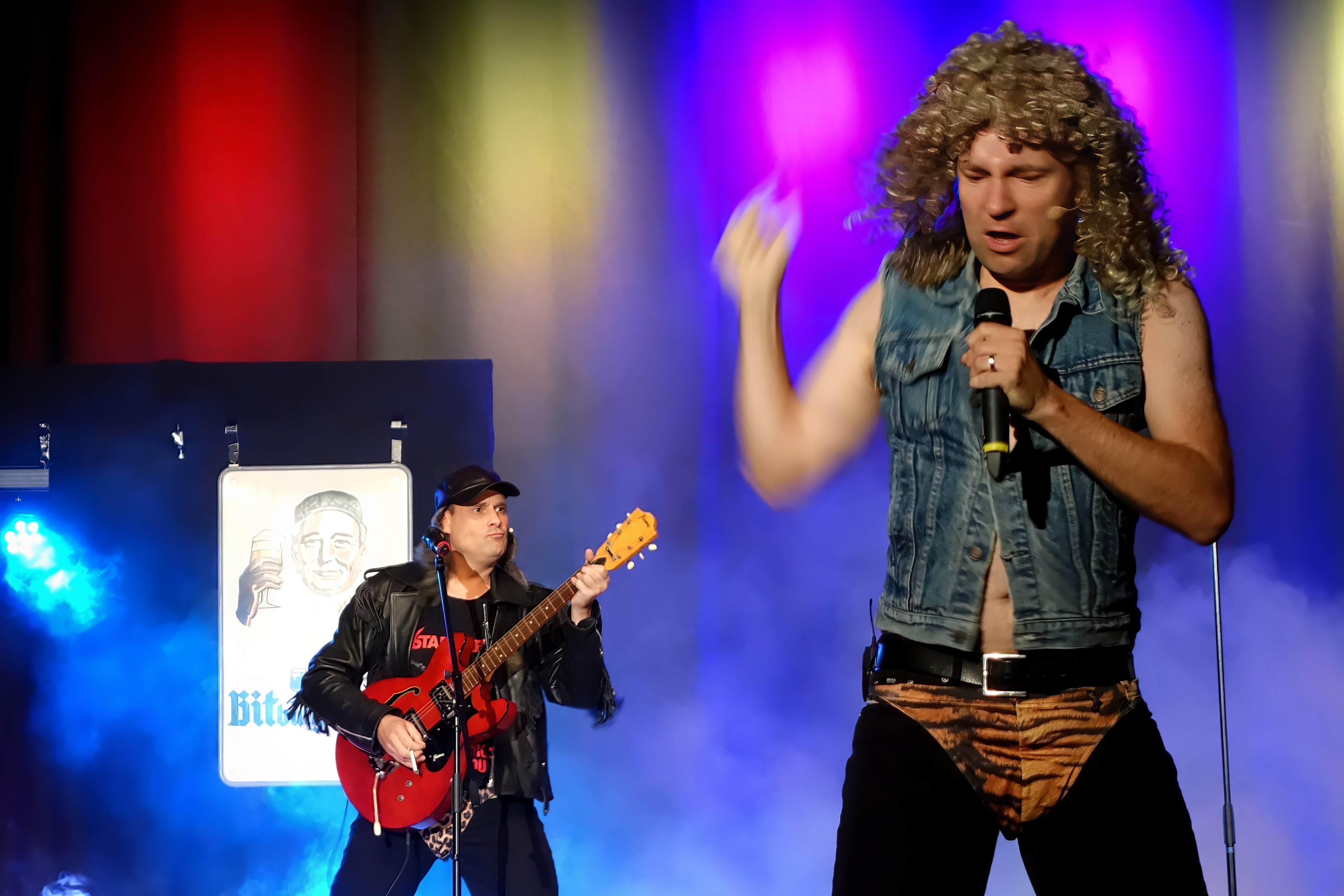
2016: Die Cover-Rockband „Top Sound“ bei „25 Jahre Rurtal Trio“

Das Rurtal Trio war trotz des irreführenden Namens ein deutsches Comedy-Duo vom linken Niederrhein und laut eigener Aussage „Deutschlands erfolgreichstes Zwei-Mann-Trio“. Es wurde 1991 von den beiden Schulkameraden Marc „Brüh“ Breuer (* 1968 in Linnich) und Christian „Mahoni“ Macharski (* 1969 in Wegberg † 2020 in Erkelenz), beide im Gebiet der Rur des Kreises Heinsberg beheimatet, gegründet. Der erste Auftritt fand am 12. Juli 1991 im Pfarrheim von Erkelenz statt. Danach traten die beiden an vielen Kleinkunstbühnen in ganz Deutschland auf und sprachen dabei einen ausgeprägten Erkelenzer-/Heinsberger-Land-Regiolekt, jedoch nicht den ursprünglichen Dialekt dieser an die Niederlande grenzenden Region. Die fiktiven Protagonisten, wie beispielsweise der Feuerwehr-Löschmeister Josef Jackels, der Landwirt Hastenraths Will, die beiden Einfaltspinsel Fredi (Jaspers) und (Richard) Borowka sowie die Cover-Rockband „Top Sound“ der sogenannten Reale-Dorfsatire-Programme des Rurtal Trios, waren stets in der existenten Selfkant-Ortschaft Saeffelen angesiedelt.
Im Dezember 2010 verkündete man über die Website, dass sich das Rurtal Trio aufgelöst habe. Grund dafür seien u. a. die unterschiedlichen Ansichten über die Weiterentwicklung. Macharski war danach jedoch bis zu seinem Tod mit Solo-Programmen weiterhin aktiv, Breuer ist immer noch aktiv.
Im Dezember 2015 kündigten Macharski und Breuer auf Facebook an, dass sich das Rurtal Trio im September 2016 zum 25. Geburtstag nochmals für sieben Sonderauftritte zusammenfinden werde. Alle sieben Auftritte fanden innerhalb von acht Tagen in der Aula des Gymnasiums in Hückelhoven statt, wobei sechs davon schon im Vorfeld ausverkauft waren.

## Bühnenprogramme
- Tote essen keine Fritten (ab 1996)
- Löschen, retten, Keller leerpumpen (ab 1999)
- Es muss nicht immer Jägerschnitzel sein (ab 2001)
- Omma Hastenrath antwortet nicht (ab 2003)
- Jingle Bells in Uetterath (Weihnachtsprogramm, ab 2004)
- Heiße Küsse in Königswinter (2006–2009)
- Rurtal Trio Classics (2007–2009)

## Diskografie
- Heiße Küsse in Königswinter
- Jingle Bells in Uetterath
- Omma Hastenrath antwortet nicht
- Tote essen keine Fritten
- Weihnachten mit dem Rurtal Trio